# Lega nazionale (calcio Birmania)
La Lega nazionale birmana (in birmano: မြန်မာ အမျိုးသား လိဂ်, in inglese Myanmar National League), già nota come Prima Lega birmana (in birmano: မြန်မာပရီးမီးယားလိဂ်, in inglese Myanmar Premier League) è la massima competizione calcistica della Birmania. 
Il campionato nacque, con il nome di Prima Lega birmana (Myanmar Premier League), nel 1996 e vi prendevano parte solo squadre della città di Yangon in rappresentanza di vari ministeri e altri enti pubblici.
Nel 2009 è stata varata la Lega nazionale (National League), un campionato professionistico che accoglie squadre che rappresentano le diverse regioni del paese, formato da 12 squadre, che si incontrano in gare di andata e ritorno.

## Squadre partecipanti
Stagione 2024-2025.
- Ayeyawady Utd
- Dagon Port
- Dagon Star Utd
- Hantharwady Utd
- ISPE
- Mahar Utd
- Myawady
- Rakhine Utd
- Shan Utd
- Thitsar Arman
- Yadanarbon
- Yangon Utd

## Albo d'oro
Prima Lega birmana
- 1996:  Finance and Revenue
- 1997:  Finance and Revenue
- 1998:  Yangon City Development
- 1999:  Finance and Revenue
- 2000:  Finance and Revenue
- 2001: Sconosciuto
- 2002:  Finance and Revenue
- 2003:  Finance and Revenue
- 2004:  Finance and Revenue
- 2005:  Finance and Revenue
- 2006:  Finance and Revenue
- 2007:  Kanbawza[1]
- 2008:   Kanbawza[1]
- 2009:  Ministry of Commerce

Lega nazionale birmana
- 2009:  Yadanarbon
- 2009-2010:  Yadanarbon
- 2010:  Yadanarbon
- 2011:  Yangon Utd
- 2012:  Yangon Utd
- 2013:  Yangon Utd
- 2014:  Yadanarbon
- 2015:  Yangon Utd
- 2016:  Yadanarbon
- 2017:  Shan Utd
- 2018:  Yangon Utd
- 2019:  Shan Utd
- 2020:  Shan Utd
- 2021: cancellata
- 2022:  Shan Utd
- 2023:  Shan Utd
- 2024-2025:  Shan Utd

## Vittorie per squadra
Dal 2009 a oggi.
| Squadra         | Vittorie | Secondi posti | Stagioni vittorie                  |
| --------------- | -------- | ------------- | ---------------------------------- |
| Yangon Utd      | 5        | 7             | 2011, 2012, 2013, 2015, 2018       |
| Shan Utd        | 6        | 2             | 2017, 2019, 2020, 2022, 2023, 2025 |
| Yadanarbon      | 5        | 1             | 2009, 2009-10, 2010, 2014, 2016    |
| Ayeyawady Utd   | -        | 3             | ---                                |
| Hantharwady Utd | -        | 1             | ---                                |
| Nay Pyi Taw     | -        | 1             | ---                                |
| Zeyar Shwe Myay | -        | 1             | ---                                |